# Полиспермија
Појава да већи број сперматозоида оплоди јајну ћелију назива се полиспермија. Код неких риба, водоземаца, гмизаваца и птица је то нормална појава. Код сисара и човека је полиспермија патолошка појава.